# Darío Banegas
Ángel Darío Banegas Leiva (Santa Bárbara, 21 de octubre de 1969) es un caricaturista editorial, ex reportero, presentador de televisión y político hondureño. Actualmente es precandidato a Segundo Designado presidencial de Jorge Cálix en el Partido Liberal de Honduras.

## Carrera
Se inició como reportero y corresponsal de prensa durante su juventud, también fue comentarista deportivo en algunas emisoras de radio de San Pedro Sula. Sin embargo inició su carrera como caricaturista en 1985, realizando una caricatura diaria en El Heraldo.
Posteriormente en 1989 fue contratado por Diario Tiempo y un año después comenzó en La Prensa donde actualmente permanece.
Desde 2003 presenta y dirige un programa de televisión diario en Telered 21 llamado En voz alta.
En las elecciones generales de 2009 fue elegido diputado del Congreso Nacional de Honduras por el Partido Liberal.

## Obras
- 1989: Y reír es de sabios, Ediciones Paradiso (Tegucigalpa)
- 1999: Banegas en su tinta, Universidad de Alcalá (Madrid)
- 1999: Europa se burla del racismo, Presencia Gitana (Madrid)
- 2004: Humor y fe (San Pedro Sula)
- 2006: 20 años de humor, Impresos Ariel (San Pedro Sula)